# Max Scheler
Max Scheler (Múnic, Baviera, 22 d'agost del 1874 - Frankfurt del Main, 19 de maig 1928) fou un filòsof social i religiós alemany.
Fou professor a les universitats de Jena, Múnic, i Colònia des del 1919. Era deixeble de Rudolf Eucken; simpatitzà aviat amb les teories vitalistes de Henri Bergson i després d'Edmund Husserl, i es convertí en el primer defensor de la fenomenologia.
Retornà al protestantisme, que havia abandonat pel catolicisme, evolució que deixà empremta en el seu pensament, dominat per l'intent d'entroncar l'idealisme platonitzant de la fenomenologia husserliana amb la tradició afectiva de pensadors cristians com sant Agustí i Blaise Pascal. Coincideix amb Immanuel Kant en la importància del coneixement a priori, però a més del món de les essències (com diu Edmund Husserl), admet el món dels valors (estètics, jurídics, religiosos, gnoseològics, etc.), tan objectiu com aquell i que obliga l'ésser humà a "realitzar-los" en els seus actes —que així adquireixen el valor "moral"—, fent al mateix temps que l'individu passi a ser pròpiament una persona.
Aquests valors s'organitzen com a pols oposats al voltant de certes categories morals: allò sagrat, els valors intel·lectuals (bellesa, veritat i justícia, seguint les idees supremes platòniques), la noblesa, la utilitat i el plaer. Aquests valors s'ordenen jeràrquicament (i n'és el plaer l'inferior) i, davant d'una tria, la persona s'ha d'inclinar pel valor positiu i superior.

## Biografia i carrera

### Infància
Max Scheler va néixer a Múnic, Alemanya, el 22 d'agost de 1874, en una família jueva ortodoxa molt respectada. Va tenir "una educació més aviat típica de finals del segle xix en una llar jueva inclinada a l'assimilació i l'agnosticisme". Quan era adolescent es va dirigir al catolicisme, i pensadors catòlics com Sant Agustí i Pascal influirien significativament en les seves posicions filosòfiques.

### Anys d'estudiant
Scheler va començar els seus estudis universitaris com a estudiant de medicina a la Universitat de Múnic; després es va traslladar a la Universitat de Berlín on va abandonar la medicina en favor de la filosofia i la sociologia, estudiant amb Wilhelm Dilthey, Carl Stumpf i Georg Simmel. Es va traslladar a la Universitat de Jena el 1896 on va estudiar amb Rudolf Eucken, en aquell moment un filòsof molt popular que va guanyar el Premi Nobel de Literatura el 1908. (Eucken va mantenir correspondència amb William James, un destacat defensor del pragmatisme filosòfic, i al llarg de la seva vida, Scheler va mantenir un fort interès pel pragmatisme.) Va ser a Jena on Scheler va completar el seu doctorat i la seva habilitació i va començar la seva vida professional com a professor. La seva tesi doctoral, finalitzada el 1897, es titulava Beiträge zur Feststellung der Beziehungen zwischen den logischen und ethischen Prinzipien (Contribució a establir les relacions entre principis lògics i ètics). El 1898 va fer un viatge a Heidelberg i va conèixer Max Weber, que també va tenir un impacte important en el seu pensament. Va obtenir la seva habilitació el 1899 amb una tesi titulada Die transzendentale und die psychologische Methode ('El mètode transcendental i psicològic') dirigida per Eucken. Va esdevenir professor (Privatdozent) a la Universitat de Jena el 1901.

### Primer període (Jena, Múnic, Göttingen i Primera Guerra Mundial)
Scheler va ensenyar a Jena des de 1901 fins a 1906, després va tornar a la Universitat de Múnic, on va ensenyar de 1907 a 1910. En aquest moment va aprofundir el seu estudi de la fenomenologia d’Edmund Husserl. Scheler havia conegut Husserl per primera vegada a Halle el 1901. A Múnic, el propi professor de Husserl, Franz Brentano, encara donava conferències, i Scheler es va unir al Cercle Fenomenològic de Múnic, centrat al voltant de M. Beck, Th. Conrad, J. Daubert, M. Geiger, Dietrich von Hildebrand, Theodor Lipps i Alexander Pfänder. Scheler mai va ser un estudiant directe de Husserl i, de fet, la seva relació va ser una mica tensa. En anys posteriors Scheler va ser bastant crític amb Les Investigacions lògiques (1900/01) i Idees I (1913) de Husserl, i també va tenir reserves sobre L'ésser i el temps de Martin Heidegger.
A Múnic, Scheler es va veure atrapat en el conflicte entre la universitat predominantment catòlica i els mitjans socialistes locals, que va provocar la pèrdua de la seva posició docent de Múnic el 1910. Després va donar una breu conferència a la Societat Filosòfica de Göttingen, on va conèixer i va renovar els seus coneixements amb Theodore Conrad, Hedwig Conrad-Martius (un ontòleg i dona de Conrad), Moritz Geiger, Jean Hering, Roman Ingarden, Dietrich von Hildebrand, Husserl, Alexandre Koyré i Adolf Reinach. Edith Stein va ser una de les seves estudiants, impressionada per ell «molt més enllà de la filosofia». El 1911, es va traslladar a Berlín com a escriptor solt i es va apropar a Walter Rathenau i Werner Sombart.
Quan el seu primer matrimoni, amb Amalie von Dewitz, va acabar en divorci, Scheler es va casar amb Märit Furtwängler el 1912, que era germana del director d'orquestra Wilhelm Furtwängler. El fill de Scheler de la seva primera dona, Wolf Scheler, es va tornar problemàtic després del divorci, sovint robant al seu pare, i el 1923, després que Wolf havia intentat obligar-lo a pagar per una prostituta, Scheler el va enviar al seu antic alumne Kurt Schneider, un psiquiatre, per al diagnòstic. Schneider va diagnosticar a Wolf que no era un malalt mental, sinó un psicòpata, utilitzant dues categories de diagnòstic (Gemütlos i Haltlos) essencialment equivalents al trastorn antisocial de la personalitat actual.
Juntament amb altres fenomenòlegs de Múnic com Reinach, Pfänder i Geiger, Scheler va cofundar el 1912 el famós Jahrbuch für Philosophie und phänomenologische Forschung, amb Husserl com a editor principal. La primera obra important de Scheler, publicada el 1913, va estar fortament influenciada per la fenomenologia: Zur Phänomenologie und Theorie der Sympathiegefühle und von Liebe und Hass (traducció a l'anglès: The Nature of Sympathy, 1954).
Durant la Primera Guerra Mundial (1914-1918), Scheler va ser reclutat inicialment, però després va ser donat d'alta a causa d'astigmatisme. Es va dedicar apassionadament a la defensa tant de la guerra com de la causa d'Alemanya durant el conflicte.

### Segon període (Colònia)
El 1919 Scheler era professor de filosofia i sociologia a la Universitat de Colònia. Hi va romandre fins al 1928.
Després de 1921 es va desvincular en públic de l'ensenyament catòlic i fins i tot del Déu judeocristià, comprometent-se amb el panteisme i l'antropologia filosòfica.
El seu pensament va adquirir cada cop més un caràcter polític, i es va convertir en l'únic erudit de rang a la República de Weimar que va advertir en els discursos públics dels perills tant del nacionalsocialisme com del comunisme. Va conèixer el filòsof existencialista rus Nikolai Berdiàiev a Berlín el 1923. El 1927 va pronunciar a Berlín conferències sobre Política i moral i La idea de la pau eterna i el pacifisme. Va argumentar que el capitalisme no és tant un sistema econòmic com una mentalitat calculadora i de creixement global. Tot i que el capitalisme econòmic pot haver tingut algunes arrels en el calvinisme ascètic (tal com argumenta Max Weber), la seva mentalitat, però, té el seu origen en l'angoixa moderna i subconscient, tal com s'expressa en les creixents necessitats de valors financers i altres, de protecció i salvaguardes personals, així com per a la gestió racional de totes les coses, que en última instància subordina el valor de la persona individual. Scheler va demanar, en canvi, una nova era de cultura i valors, que va anomenar L'era mundial de l'ajust.
Scheler també va defensar la creació d'una universitat internacional a Suïssa i en aquell moment donava suport a programes com ara educació contínua i al que sembla haver estat el primer a anomenar Estats Units d'Europa. Va deplorar la bretxa existent a Alemanya entre el poder i la ment, una bretxa que considerava la font mateixa d’una dictadura imminent i el major obstacle per a l'establiment de la democràcia alemanya. Cinc anys després de la seva mort, la dictadura nazi (1933–1945) va suprimir l'obra de Scheler.
Cap al final de la seva vida se li van fer moltes invitacions des de la Xina, l'Índia, el Japó i Rússia. Per consell del seu metge, va cancel·lar les reserves a la Star Line als Estats Units.
El 1927 en una conferència a Darmstadt, prop de Frankfurt, organitzada pel filòsof de la nova era Hermann Keyserling, Scheler va pronunciar una llarga conferència titulada El lloc particular de l'home ('Die Sonderstellung des Menschen'), publicada més tard en forma molt abreujada com a Die Stellung des Menschen im Kosmos [literalment: 'La posició de l'home al cosmos']. El seu conegut estil oratori i el seu lliurament van captivar el seu públic durant unes quatre hores.
A principis de 1928, va acceptar un nou càrrec a la Universitat de Frankfurt. Allà esperava conversar amb Ernst Cassirer, Karl Mannheim, Rudolf Otto i Richard Wilhelm, a tots els quals es fa referència ocasionalment en els seus escrits.
Scheler havia desenvolupat l'hàbit de fumar entre seixanta i vuitanta cigarrets al dia, fet que va contribuir a una sèrie d'infarts al llarg de 1928, el que el va obligar a cancel·lar qualsevol pla de viatge. El 19 de maig de 1928 va morir en un hospital de Frankfurt a causa de les complicacions d'un greu atac de cor. Els seus plans per publicar una obra important a Antropologia el 1929 es van veure tallats per la seva mort prematura.

## Aportacions filosòfiques

### L'amor i l'actitud fenomenològica
Quan els editors de Geisteswissenschaften van convidar Scheler (al voltant de 1913/14) a escriure sobre el mètode filosòfic de la fenomenologia en desenvolupament, Scheler va indicar que el moviment fenomenològic no es definia per tesis universalment acceptades, sinó per «un comportament i una actitud comuns cap als problemes filosòfics». Scheler no està d'acord amb Husserl que la fenomenologia és un mètode de reducció fenomenològica estricta, sinó «una actitud de visió espiritual... una cosa que d'altra manera romandrà oculta...» Anomenar a la  fenomenologia mètode, no és prendre seriosament el domini fenomenològic de l'experiència original: l'existència dels fets fenomenològics (essències o valors a priori) «abans que hagin estat fixats per la lògica» i abans d'assumir un conjunt de criteris o símbols, com és el cas de les ciències naturals i humanes, així com d'altres filosofies (modernes) que adapten els seus mètodes als de les ciències.
Més aviat, allò que es dona en fenomenologia «és donat només en el mateix acte de veure i experimentar». Les essències mai es donen a un observador de "fora" sense contacte directe amb un domini específic de l'experiència. La fenomenologia és una implicació de fenòmens, alhora que una espera de la seva apertura; no és un procediment metòdic d'observació com si el seu objecte fos estacionari. Així, l'actitud particular (Geisteshaltung, lit. 'disposició de l'esperit' o 'postura espiritual') del filòsof és crucial per a la revelació, o la visualització, dels fets fenomenològics. Aquesta actitud és fonamentalment moral, on la força de la investigació filosòfica es basa en l'amor. Scheler descriu l'essència del pensament filosòfic com un moviment determinat per l'amor del jo personal més íntim d'un ésser finit cap a la participació en la realitat essencial de tots els possibles.
El moviment i l'acte d'amor són importants per a la filosofia per dues raons: (1) Si la filosofia, com la descriu Scheler, escoltant la tradició platònica, és una participació en una «essència primordial de totes les essències» (Urwesen); se'n segueix que per aconseguir aquesta participació cal incorporar en si mateix el contingut o característica essencial de l'essència primigènia. Per a Scheler, aquesta essència primordial es caracteritza més segons l'amor, per tant, la manera d'aconseguir la participació més directa i íntima és precisament participar en el moviment de l'amor. És important esmentar, però, que aquesta essència primària no és una entitat objectivable el possible correlat de la qual és el coneixement; així, encara que la filosofia estigui sempre preocupada pel coneixement, com hi coincidiria Scheler, tanmateix, la raó en si mateixa no és la facultat participativa pròpia per la qual s'aconsegueix el màxim nivell de coneixement. Només quan la raó i la lògica tenen al darrere el moviment de l'amor i les condicions morals adequades es pot aconseguir el coneixement filosòfic. L'amor és igualment important en la mesura que la seva essència és la condició de possibilitat per la percepció del do dels objectes de valor i especialment l'apreci al do d'un objecte en termes del seu valor més alt possible. L'amor és el moviment que «provoca l'emergència contínua d'un valor cada cop més alt en l'objecte, com si de l'objecte s'estirés per si mateix, sense cap mena d'esforç... per part de l'amant.... l'amor veritable obre els nostres ulls espirituals a valors cada cop més alts en l'objecte estimat». L'odi, en canvi, és tancar-se o tancar els ulls al món dels valors. És en aquest darrer context on les inversions de valors o les devaluacions esdevenen freqüents, i de vegades es solidifiquen com a adequades a les societats. A més, en anomenar l'amor un moviment, Scheler espera dissipar la interpretació que l'amor i l'odi són només reaccions als valors sentits més que el fonament mateix de la possibilitat de donar valor (o ocultació de valors). Scheler escriu: «L'amor i l'odi són actes en què el regne de valors accessible als sentiments d'un ésser... s'estén o es redueix». L'amor i l'odi s'han de distingir dels sentiments sensibles i fins i tot psíquics; es caracteritzen, en canvi, per una funció intencionada (sempre s'estima o odia alguna cosa) i, per tant, han de pertànyer a la mateixa esfera antropològica que la consciència teòrica i els actes de voler i pensar. Scheler, per tant, anomena l'amor i l'odi, «sentiments espirituals», i són la base d'un a priori emotiu en la mesura que els valors, a través de l'amor, es donen de la mateixa manera que les essències, a través de la cognició. En definitiva, l'amor és un valor-cognició, i en la mesura que és determinant de la manera com un filòsof s'aproxima al món, també és indicatiu d'una actitud fenomenològica.

## Obres
- Der Formalismus in der Ethik und die materiale Wertethik (El formalisme en l'ètica i l'ètica material dels valors, 1913-16)
- Vom Ewigen im Menschen (De l'etern en l'home, 1921)
- Wesen und Formen der Sympathie (Essència i formes de la simpatia, 1923)
- Versuche zu einer Soziologie des Wissens (Recerques d'una sociologia del coneixement, 1924)
- Die Stellung des Menschen im Kosmos (El lloc de l'home en el cosmos, 1928)